# Acords de Sykes-Picot

Zones d'influència i control francesa (blau), britànica (vermell) i russa (verd)

Els acords de Sykes-Picot de 1916, oficialment coneguts com l'acord d'Àsia Menor, fou un acord secret entre els governs de França i la Gran Bretanya amb el consentiment de l'Imperi Rus, que definí les seves esferes d'influència i control en l'Orient Mitjà si la Triple Entesa tenia èxit derrotant l'Imperi Otomà durant la Primera Guerra Mundial. La negociació del tractat es va produir entre novembre de 1915 i març de 1916, i l'acord es va signar el 16 maig de 1916. La declaració Balfour de 1917 mostrà el suport britànic a la creació de la «casa nacional jueva» a Palestina.
Els termes van ser negociats pel diplomàtic francès François Georges-Picot i el britànic sir Mark Sykes. L'acord divideix efectivament les províncies àrabs de l'Imperi Otomà fora de la península aràbiga en àrees de futur control o influència britànica i francesa. La Gran Bretanya es va assignar el control de les àrees que comprenen aproximadament la franja costanera entre el mar i el riu Jordà, Jordània, el sud de l'Iraq, i una petita àrea que inclou els ports d'Haifa i Acre per permetre l'accés a la Mediterrània. França es va assignar el control del sud-est de Turquia, el nord de l'Iraq, Síria i el Líban. Rússia va aconseguir Istanbul, els estrets turcs i els vilayets armenis otomans. Els poders eren lliures de decidir sobre les fronteres estatals dins d'aquestes àrees. El govern tsarista de Rússia era una part menor en l'acord Sykes-Picot, i arran de la Revolució d'Octubre de 1917 els bolxevics van exposar l'acord.
Els termes principals de l'acord van ser reafirmats per la Conferència de San Remo del 19 al 26 d'abril de 1920 i els mandats ratificats pel Consell de la Lliga de les Nacions el 24 juliol de 1922.